# 防弾車

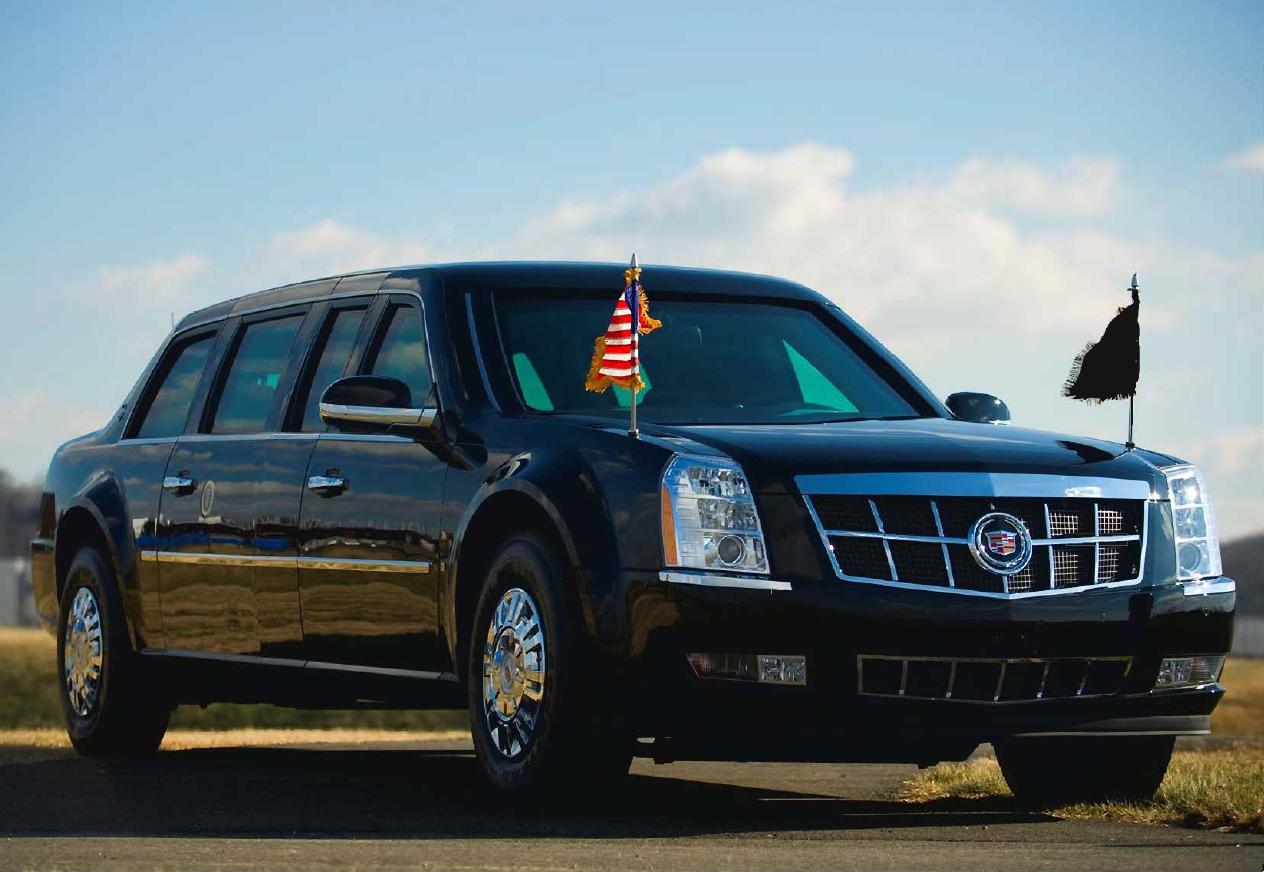
アメリカ大統領専用車

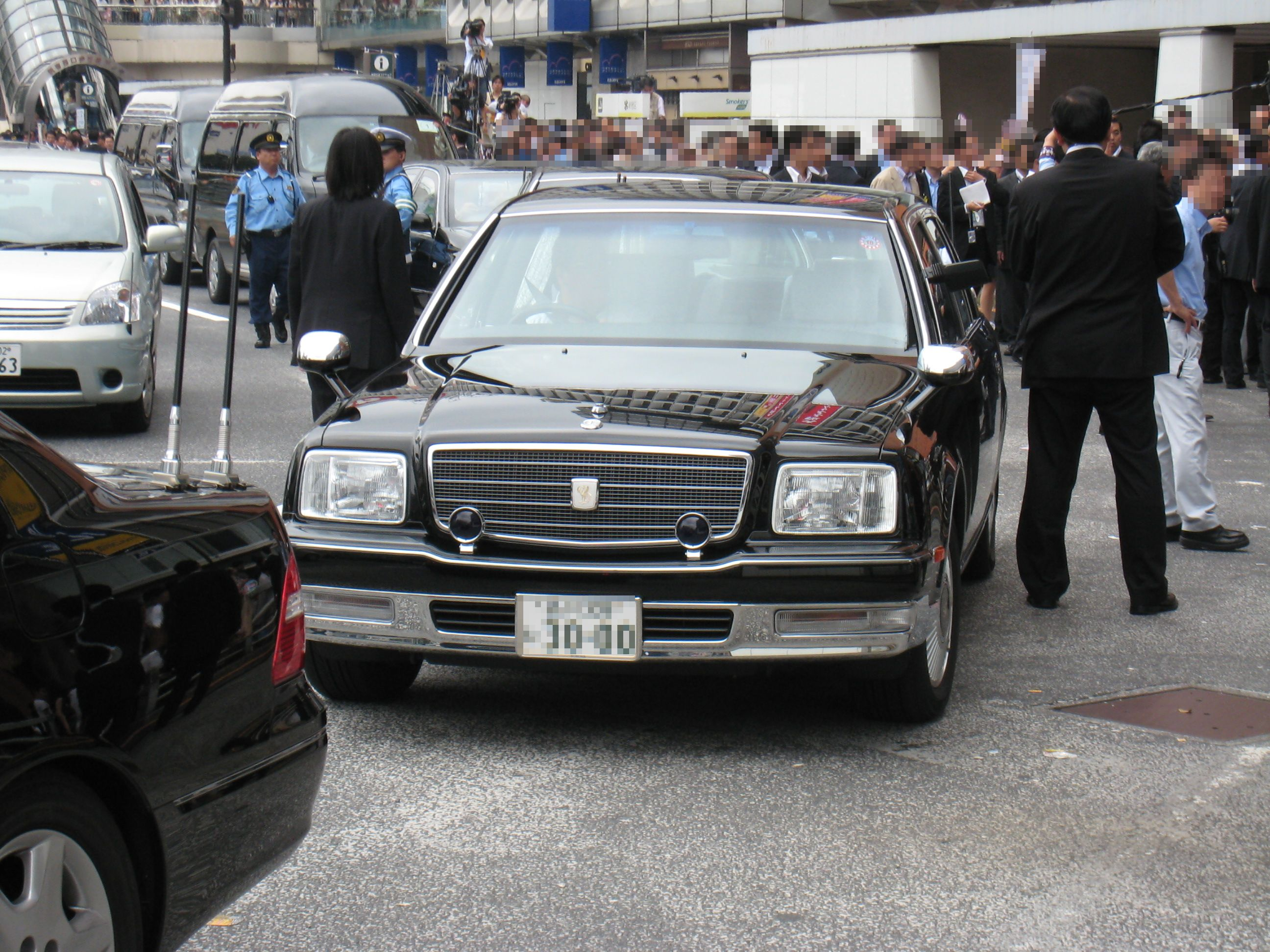
内閣総理大臣専用車

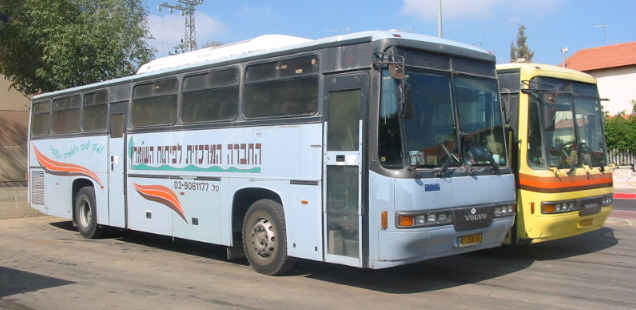
イスラエルの防弾スクールバス

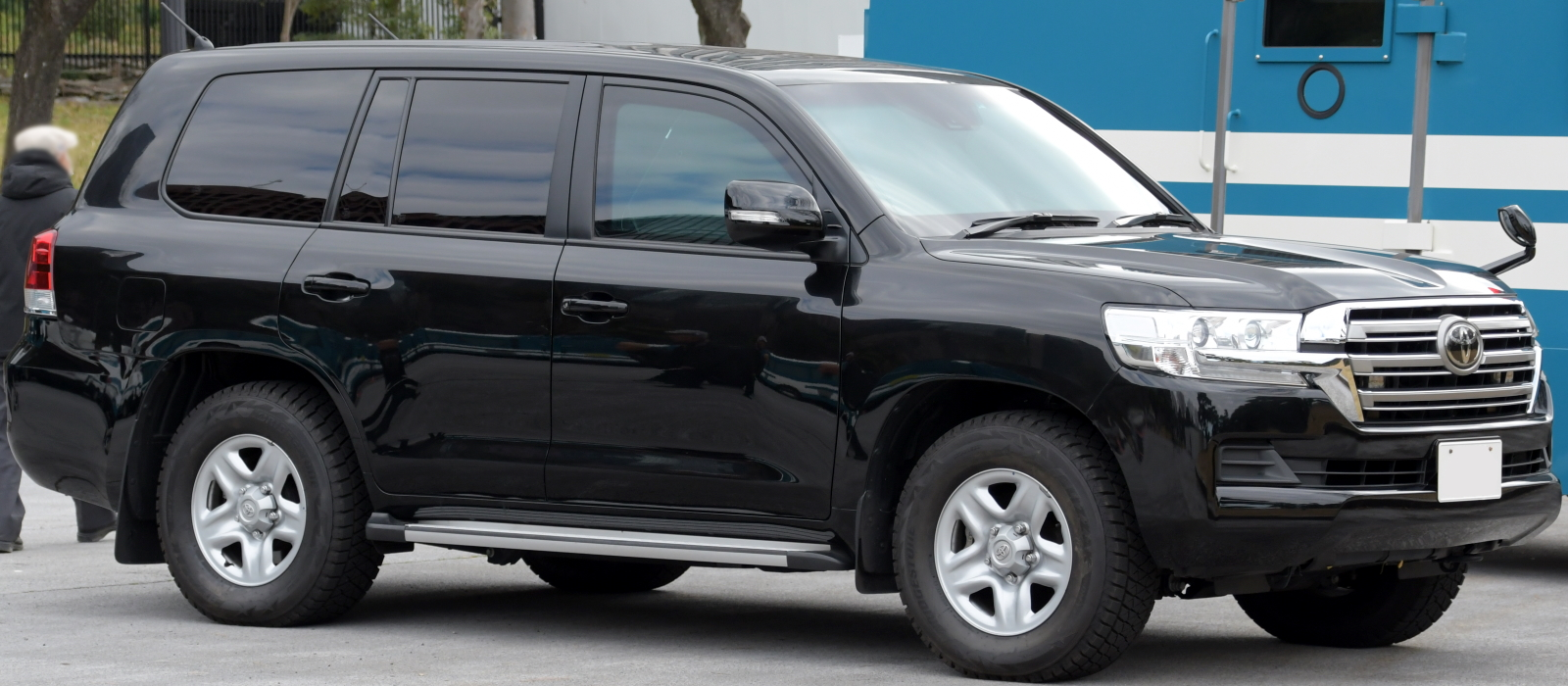
日本の警察の小型遊撃車

防弾車（ぼうだんしゃ）は、銃弾の貫通を防ぐことができるよう防弾化された自動車である。

## 概要
要人輸送に使用される防弾車の装甲は、要人が乗るのにふさわしい外観や内装を維持するため、極力ベース車両と外観が変わらないように仕上げられており、車体の内部に施されることが多い。
車体を強化する分だけ重量が重くなり、通常の車両に比べて走行性能が低下することは避けられない。

## 性能
防弾にはレベルがあり、民生防弾車の防弾レベルは通常欧州標準化委員会 (CEN) 規格で表される。括弧内は相当するNIJ規格（防弾ベストなどに使われる）である。
EN-B7（NIJ-IV）
7.62x51mm NATO弾などフルサイズ小銃実包の徹甲弾頭などにも耐えられるが、.50 BMGや14.5mmなどの弾薬を用いる対物ライフルや重機関銃の攻撃は防げない。国家元首など向け。
EN-B6（NIJ-III）
7.62x51mm NATO弾などフルサイズ小銃実包を用いる狙撃銃や自動小銃から射出される通常弾頭（FMJ）に耐えられる。政府高官・軍幹部など、あるいは紛争地向け。
EN-B5
AK-47やM16といったアサルトライフルから射出される弾頭、UZIといったサブマシンガン（拳銃実包）の射撃、手榴弾の破片に耐えられる。
EN-B4（NIJ-IIIA）
拳銃から射出される弾頭に耐えられる。
民生用規格ではEN-B7が最高レベルである。.50 BMGや14.5mmなどの弾薬を用いる対物ライフルや重機関銃などの攻撃に耐え得る防弾性能を持つ車両は、戦車など装甲車両に分類され、「防弾」と呼ばれるレベルを超えた存在である（装甲兵員輸送車の多くも、こうした火器への防御は完璧ではない）。
爆弾（特に地雷）への対策である防爆性能（可燃性液体、あるいは気体の存在する場所で使用される電気機器に求められる「爆発を防ぐ機能」としての防爆規格とは別のものである）は、防弾と部分的に重複するが、別の概念である。レベルの低い防弾車では防爆性能がほとんどないものもあるほか、近年盛んに用いられるIEDなど車体底部（一般的に装甲が薄く脆弱である）を破壊する攻撃には、多くの装甲車両も無力である。

## 種類
大きく分けて、
1. 防弾車として設計・製造されたもの
2. 通常車種の防弾仕様
3. 市販車を改造車メーカーが改造したもの

がある。
3の例として、日本ではスズキ・アルトを改造した軽自動車の防弾車（NIJ-IIIA）も過去にあった。
国際連合ではメーカーから市販車を購入し、国連人道支援物資備蓄庫のデポで改造している。

## 用途
- 軍用（装甲車）
- 警察用
  - 暴動や武装した犯罪者などの鎮圧
  - 囚人護送
- 要人輸送
- 貴重品輸送
- 治安の悪い地域での一般の輸送

## 素材
窓ガラスには、防弾ガラスを使用する。フロントガラスは、日本では法律上合わせガラスを使用しなければならない。防弾ガラスは一般のガラスに比べて非常に重いため、ドアの防弾ガラス用に強力パワーウインドウレギュレーターを装備している。ドアの防弾ガラスを昇降させるために、電動小型油圧ユニットをドアの中に内蔵する場合もある。
ボディ部分には、特殊鋼やアラミド系繊維などを樹脂成形したものが使用される。

## ドイツ3大メーカー公式防弾車部門
メルセデス・ベンツ
Mercedes-Benz GUARD.という部門名で1965年のメルセデス・ベンツ・W100時代から公式防弾車部門を製造、構えている。防弾車としての国際的な信頼は厚く、各国の首脳、警護機関が挙って採用している。タイ王室、ロシア連邦、北朝鮮、サウジアラビア、中国、トルクメニスタン等で採用されている（北朝鮮は非公式）。公式防弾ベース車両はSクラス／マイバッハ／マイバッハ・プルマン、Eクラス、GLEクラス、Gクラスなどである。
BMW
BMW High Securityという部門名で公式防弾車部門を製造、構えている。2018年現在の公式防弾ベース車は、7シリーズ、5シリーズ、x5である。
アウディ
Audi Securityという部門名で公式防弾車を製造している。2018年現在の公式防弾ベース車両はa8、a6である。また、メルケル元首相の公用車であった。
米「インカス社」、ベルギー「キャラットドゥシャトレ社」、独「クラッセン社」（クラッセン社のロシアでの防弾車製造は「rida社」が行っている）などの非公式ライセンス防弾車製造会社も多数存在し、ボディ形状（車高や延長具合、内装の装飾など）は各メーカーによって異なる。